# Emanuel Jakubiczka
Emanuel Leon Jakubiczka (ur. 11 kwietnia 1884 we Lwowie, zm. po 19 stycznia 1945 na terytorium ZSRR) – podpułkownik piechoty Wojska Polskiego.

## Życiorys
Absolwent Szkoły Kadetów Piechoty w Budapeszcie. Od 1905 roku pełnił zawodową służbę wojskową w c. i k. Armii. Jego oddziałem macierzystym był Galicyjski Pułk Piechoty Nr 20 w Krakowie. W latach 1912–1913 służąc w 3. batalionie tego pułku, detaszowanym w bośniackim mieście Bijeljina, wziął udział w mobilizacji sił zbrojnych Monarchii Austro-Węgierskiej, wprowadzonej w związku z wojną na Bałkanach. W szeregach IR 20 walczył na frontach I wojny światowej. W czasie służby w c. i k. Armii awansował na kolejne stopnie w korpusie oficerów piechoty: kadeta–zastępcy oficera (1 września 1905 roku), podporucznika (1 listopada 1908 roku), porucznika (1 listopada 1913 roku) i kapitana (1 listopada 1915 roku).
15 lipca 1920 roku został zatwierdzony z dniem 1 kwietnia 1920 roku w stopniu majora, w piechocie, w grupie oficerów byłej armii austriacko-węgierskiej. Pełnił wówczas służbę w 1 pułku strzelców podhalańskich. W czerwcu 1921 roku pełnił służbę w 17 pułku piechoty. 3 maja 1922 roku został zweryfikowany w stopniu podpułkownika ze starszeństwem z 1 czerwca 1919 roku i 164. lokatą w korpusie oficerów piechoty, a jego oddziałem macierzystym był nadal 17 pp. 10 lipca 1922 roku został zatwierdzony na stanowisku zastępcy dowódcy 33 pułku piechoty w Łomży z równoczesnym przeniesieniem z 81 pp. W styczniu 1923 roku został przeniesiony do 78 pułku piechoty w Baranowiczach na stanowisko dowódcy pułku. W październiku 1925 roku został przeniesiony do 17 pułku piechoty w Rzeszowie na stanowisko dowódcy pułku. W marcu 1927 roku został zwolniony z zajmowanego stanowiska z równoczesnym przeniesieniem służbowym do Powiatowej Komendy Uzupełnień Augustów w Sokółce, w celu odbycia praktyki poborowej. W lipcu tego roku, w związku z likwidacją PKU Augustów w Sokółce, został przeniesiony do kadry oficerów piechoty z równoczesnym przeniesieniem służbowym do PKU Białystok, w celu dokończenia praktyki poborowej. W październiku 1927 roku został przeniesiony do PKU Zawiercie na stanowisko komendanta. Z dniem 1 kwietnia 1928 roku został zwolniony z zajmowanego stanowiska, z równoczesnym oddaniem do dyspozycji Ministerstwa Spraw Wewnętrznych, a z dniem 31 sierpnia tego roku przeniesiony do rezerwy, z pozostawieniem w administracji ogólnopaństwowej. Od listopada 1929 roku mieszkał w Krzeszowicach. Tam do wybuchu II wojny światowej pełnił funkcje Prezesa Koła Związku Rezerwistów oraz Prezesa Zarządu krzeszowickiego oddziału Federacji Polskich Związków Obrońców Ojczyzny. W 1934 roku pozostawał w ewidencji PKU Wadowice. Posiadał przydział do Oficerskiej Kadry Okręgowej Nr V. Był wówczas w grupie oficerów rezerwy „po ukończeniu 40 roku życia”.
Podczas II wojny światowej działał w konspiracji (ZWZ-AK) pod pseudonimem „Mufli”. 19 stycznia 1945 roku aresztowany przez NKWD i wywieziony w głąb terytorium ZSRR, gdzie zmarł.

## Ordery i odznaczenia
- Złoty Krzyż Zasługi (5 lipca 1939)[22]
- Odznaka pamiątkowa 17 Pułku Piechoty (3 maja 1930)[23]
- Krzyż Zasługi Wojskowej 3 klasy z dekoracją wojenną i mieczami (Austro-Węgry)[24]
- Srebrny Medal Zasługi Wojskowej Signum Laudis z mieczami na wstążce Krzyża Zasługi Wojskowej (Austro-Węgry)[24]
- Brązowy Medal Zasługi Wojskowej Signum Laudis z mieczami na wstążce Krzyża Zasługi Wojskowej (Austro-Węgry)[24]
- Brązowy Medal Zasługi Wojskowej Signum Laudis na czerwonej wstążce (Austro-Węgry)[24]
- Krzyż Wojskowy Karola (Austro-Węgry)[24]
- Krzyż Jubileuszowy Wojskowy (Austro-Węgry)[24]
- Krzyż Pamiątkowy Mobilizacji 1912–1913 (Austro-Węgry)[24]